# Vähä-Vehanen
Vähä-Vehanen med Latokari, Juurikkamaa och Hanhenkari är en ö i Finland. Den ligger i Bottenhavet eller Skärgårdshavet och i kommunen Nystad i den ekonomiska regionen  Nystadsregionen i landskapet Egentliga Finland, i den sydvästra delen av landet. Ön ligger omkring 63 kilometer nordväst om Åbo och omkring 210 kilometer väster om Helsingfors.
Öns area är 1,68 kvadratkilometer och dess största längd är 2 kilometer i öst-västlig riktning. Ön höjer sig omkring 10 meter över havsytan.

## Delöar och uddar
- Vähä-Vehanen 60°45′40″N 21°15′56″Ö / 60.76117°N 21.2655°Ö
- Latokari 60°45′32″N 21°16′48″Ö / 60.759°N 21.27997°Ö
- Juurikkamaa 60°45′16″N 21°16′00″Ö / 60.75453°N 21.26653°Ö
- Hanhenkari 60°45′47″N 21°16′56″Ö / 60.76292°N 21.28219°Ö